# Folha Top of Mind
Folha Top of Mind é uma pesquisa realizada pelo instituto Datafolha, que premia as marcas mais lembradas pela população brasileira. 